# Усунення спільних підвиразів
Усунення спільних підвиразів (англ. common subexpression elimination, CSE) це оптимізація компілятора, за якої шукаються примірники тотожних виразів (тобто таких, що мають однакове значення), і приймається рішення, чи варто замінити їх однією змінною, що містить обчислене значення.

## Приклад
Такий код:
```
a = b * c + g;
d = b * c * d;
```

може бути доцільно переробити так:
```
tmp = b * c;
a = tmp + g;
d = tmp * d;
```

«Доцільно» означає, що отриманий новий код буде виконуватись швидше.

## Основи
Можливість УСП базується на дослідженні доступних виразів, тобто таких, що не потребують переобчислення (аналіз потоку даних). Вираз b*c доступний у точці p в програмі, якщо:
- кожний шлях з початкового вузла до p обчислює b*c до досягнення p,
- і немає присвоєнь b або c після обчислення й до p.

Дослідження вартість-вигода, виконуване оптимізатором, обчислить, чи вартість зберігання tmp менша за вартість множення; на практиці інші чинники, такі як вміст регістрів, також важливі.
Розробники компіляторів розрізняють два види УСП:
- усунення локальних спільних підвиразів обробляє один базовий блок і тому легко реалізується.
- усунення глобальних спільних підвиразів опрацьовує процедуру цілком, покладається на аналіз потоку даних, які вирази доступні в цій точці процедури.

## Вигоди
Оптимізація УСП широко використовується, бо вигоди від неї досить значні.
В простих виразах на зразок прикладу вище програміст може під час написання коду вручну усунути подвійні вирази. Найкраще джерело УСП — це проміжні кодові послідовності створені компілятором, такі як розрахунки індексації масивів, де розробник не може втрутитись вручну. В деяких випадках через особливості мови може утворюватися багато повторюваних виразів. Наприклад, макроси C, де розгортання макросів може мати наслідком багато спільних підвиразів не видимих в початковому коді.
Компілятори мають бути розважливими щодо кількості тимчасових об'єктів для утримання значень. Надмірна кількість тимчасових значень спричиняє тиск на регістри з можливим наступним проливанням регістрів у пам'ять, що призведе до затримки більшої ніж потрібна для простого переобчислення арифметичного результату.